# 波美拉尼亞人
波美拉尼亞人，是一個生活在奧得河和維斯杜拉河口之間波羅的海邊的西斯拉夫人部落。波美拉尼亞一字在斯拉夫語意為海上的土地。
他們在6世紀時來到波羅的海邊，10世紀末，波蘭皮雅斯特王朝的公爵試圖把波美拉尼亞人居住地納入到他們的邊界，但波美拉尼亞人仍然總是能夠重獲獨立。在12世紀，信仰異教的非基督徒的波美拉尼亞人面臨著來自周圍基督教徒鄰居丹麥、波蘭和神聖羅馬帝國的薩克森公爵持續不斷擴大的壓力。1121年，他們再次被波蘭公爵波列斯瓦夫三世制服。
同時波美拉尼亞王子瓦爾迪斯拉瓦一世征服另一斯拉夫部落路特契的土地，之後他的繼任者在1164年費爾興戰役被撒克遜人擊敗，他們接受了獅子亨利公爵的宗主權。波美拉尼亞土地最終被瓜分，西部地區在1181年進入了神聖羅馬帝國的波美拉尼亞公國，東部進入波蘭的影響，從1309年開始被條頓騎士團統治。
波美拉尼亞人後來德意志化，逐漸被日耳曼人同化，不再使用他們原本的斯拉夫語和文化。